# حقوق البث لكأس العالم للسيدات 2019 التابعة للفيفا
حقوق البث لكأس العالم للسيدات 2019 التابعة للفيفا-باعت الفيفا حقوق البث لكأس العالم للسيدات 2019 إلى العديد من الشركات.  وقد شاهد المباريات مجموعه تقدربــ 1.12 مليار شخص حول العالم، وجذبت المباراة النهائية 82.18 مليون مشاهد، محققة رقمًا قياسيًا جديدًا في كأس العالم للسيدات، متجاوزة نهائي 2015م.  وقد حققت بطولة عام 2019م العديد من الأرقام القياسية الجديدة في عدد المشاهدين لمختلف البلدان.  

### الدول المشاركة
| الدولة               | البث التلفزيوني                                                                                            | البث التلفزيوني                                 |
| الدولة               | مجانًا | مدفوع الأجر                                     |
| -------------------- | --- | ----------------------------------------------- |
| فرنسا (البلد المضيف) | مجموعة تي إف 1 (الفرنسية)                                                                                  | كنال + (الفرنسية)                               |
| الكاميرون            | تلفزيون وراديو الكاميرون (الإنجليزية والفرنسية)                                                            | كنال + (الفرنسية)                               |
| الكاميرون            | تلفزيون وراديو الكاميرون (الإنجليزية والفرنسية)                                                            | سوبر سبورت (الانجليزية)                         |
| نيجيريا              | |                                                 |
| جنوب إفريقيا         | |                                                 |
| الأرجنتين            | التلفزيون العام                                                                                            | تي واي سي سبورتس                                |
| الأرجنتين            | دايركت تي في                                                                                               |                                                 |
| تشيلي                | تشيليفزيون                                                                                                 |                                                 |
| أستراليا             | خدمة البث الخاصة (أستراليا)                                                                                | أوبتوس سبورت                                    |
| البرازيل             | مجموعة جلوبو                                                                                               | مجموعة جلوبو                                    |
| البرازيل             | مجموعة بانديرانتيس                                                                                         |                                                 |
| كندا                 | سي تي في (كندا) (الانجليزية)                                                                               | ذا سبورتس نيتورك (الانجليزية)                   |
| كندا                 | سي تي في (كندا) (الانجليزية)                                                                               | الشبكة الرياضية (الفرنسية)                      |
| الصين                | تلفزيون الصين المركزي                                                                                      |                                                 |
| ألمانيا              | إيه آر دي                                                                                                  | دازون                                           |
| ألمانيا              | زي دي اف                                                                                                   | دازون                                           |
| إيطاليا              | راي (راديو تلفزيون إيطاليا)                                                                                | سكاي سبورت (ايطاليا)                            |
| جامايكا              | تلفزيون جامايكا                                                                                            |                                                 |
| اليابان              | هيئة الإذاعة اليابانية                                                                                     | جاي سبورتس                                      |
| اليابان              | تلفزيون فوجي                                                                                               | جاي سبورتس                                      |
| هولنداEBU            | مؤسسة أومرويب الهولندية                                                                                    |                                                 |
| نيوزيلندا            | | سكاي سبورت (نيوزلندا)                           |
| النرويج              | هيئة الإذاعة النرويجية                                                                                     |                                                 |
| النرويج              | تي في تو (النرويج)                                                                                         |                                                 |
| كوريا الجنوبية       | نظام البث الكوري                                                                                           |                                                 |
| كوريا الجنوبية       | مؤسسة منهوا للإذاعة (كوريا)                                                                                |                                                 |
| إسبانيا              | تلفزيون جول                                                                                                |                                                 |
| السويد               | التلفزيون السويدي                                                                                          |                                                 |
| السويد               | تي في 4 |                                                 |
| تايلاند              | بي بي تي في (تايلاند)                                                                                      | بي إن سبورتس                                    |
| المملكة المتحدة      | بي بي سي (هيئة الإذاعة البريطانية)                                                                         |                                                 |
| الولايات المتحدة     | شبكة فوكس التلفزيونية (الانجليزية)                                                                         | فوكس سبورتس (الولايات المتحدة) 1/2 (الانجليزية) |
| الولايات المتحدة     | إن بي سي سبورتس * تيليموندو (الإسبانية)                                                                    |                                                 |
| الولايات المتحدة     | إن بي سي سبورتس (الإسبانية) * يونيغرسو (قناة تلفزيونية) * شبكة إن بي سي الرياضية ( مباريات مختارة منUSWNT) |                                                 |

### الدول غير المشاركة
| الدولة/ المنطقة | البث التلفزيوني                                         | البث التلفزيوني          |
| الدولة/ المنطقة | مجانًا                                                   | مدفوع الأجر              |
| --- | ------------------------------------------------------- | ------------------------ |
| أفغانستان | شبكة تلفزيون أريانا                                     |                          |
| ألبانياEBU | الإذاعة والتلفزيون الألبانية                            |                          |
| أندورا | جول (الاسبانية)                                         | كنال+ (الفرنسية)         |
| أندورا | مجموعة تي أف 1 (الفرنسية)                               | كنال+ (الفرنسية)         |
| موناكو |                                                         | كنال+ (الفرنسية)         |
| الدول الناطقة بالفرنسية - غويانا الفرنسية - بولنيزيا الفرنسية - غوادلوب - مارتينيك - مايوت - كاليدونيا الجديدة - لا ريونيون - سان بيير وميكلون - واليس وفوتونا - يشير الخط العريض إلى عدم التوفر على C+. | فرنسا 1 (الفرنسية)                                      | كنال+ (الفرنسية)         |
| جنوب الصحراء الكبرى في إفريقيا باللغة الإنجليزية فقط - بوتسوانا - إريتريا - إسواتيني - إثيوبيا - غامبيا - غانا - كينيا - ليسوتو - ليبيريا - مالاوي - ناميبيا - سيراليون - الصومال - جنوب السودان - السودان - تنزانيا - أوغندا - زيمبابوي - زامبيا متوفر أيضًا باللغة الفرنسية - بنين - بوركينا فاسو - بوروندي - جمهورية أفريقيا الوسطى - تشاد - جزر القمر - الكونغو - جمهورية الكونغو الديمقراطية - جيبوتي - غينيا الاستوائية - الغابون - غينيا - ساحل العاج - مدغشقر - مالي - موريتانيا - موريشيوس - النيجر - رواندا - السنغال - سيشل - توجو متوفر أيضًا باللغة البرتغالية - أنغولا - الرأس الأخضر - غينيا بيساو - موزمبيق - ساو تومي وبرينسيب |                                                         | كنال+ (الفرنسية)         |
| سوبر سبورت (الإنجليزية والبرتغالية) |                                                         |                          |
| أرمينياEBU | التلفزبون العام في أرمينيا                              |                          |
| النمساEBU | أو أر أف (محطة بث)                                      |                          |
| أذربيجان | تلفزيون أكتيماي                                         |                          |
| بيلاروسEBU | بيلاراديو                                               |                          |
| بلجيكاEBU | - VRT (الألمانية) - آر تي بي إف (الفرنسية)              |                          |
| لوكسمبورغEBU | - VRT (الألمانية) - آر تي بي إف (الفرنسية)              |                          |
| بوليفيا | يونيتيل بوليفيا                                         | تيجو سبورتس (ميليكوم)CTA |
| بوليفيا | رد أونو بوليفيا                                         | تيجو سبورتس (ميليكوم)CTA |
| باراغواي |                                                         | تيجو سبورتس (ميليكوم)CTA |
| أمريكا الوسطى - كوستاريكا - جمهورية الدومينيكان - السلفادور - غواتيمالا - هندوراس - نيكاراغوا - بنما |                                                         | تيجو سبورتس (ميليكوم)CTA |
| تيليفيزا |                                                         |                          |
| المكسيك |                                                         |                          |
| بروناي |                                                         | أسترو (تلفزيون)          |
| ماليزيا |                                                         | أسترو (تلفزيون)          |
| بلغارياEBU | BNT                                                     |                          |
| الجماعة الكاريبية |                                                         | دايركت تي في             |
| غير المشاركين من أمريكا الجنوبية - كولومبيا - الإكوادور - بيرو - أوروغواي - فنزويلا |                                                         | دايركت تي في             |
| كمبوديا |                                                         | بي إن سبورتس العربية     |
| إندونيسيا |                                                         | بي إن سبورتس العربية     |
| لاوس |                                                         | بي إن سبورتس العربية     |
| الشرق الأوسط وشمال إفريقيا - الجزائر - البحرين - تشاد - جزر القمر - جيبوتي - مصر - إيران - العراق - الأردن - الكويت - لبنان - ليبيا - موريتانيا - المغرب - عمان - فلسطين - قطر - السعودية - الصومال - السودان - سوريا - تونس - الإمارات العربية المتحدة - اليمن |                                                         | بي إن سبورتس العربية     |
| الفلبين |                                                         | بي إن سبورتس العربية     |
| سنغافورة |                                                         | بي إن سبورتس العربية     |
| تيمور الشرقية |                                                         | بي إن سبورتس العربية     |
| كولومبيا | تلفزيون كاركول                                          |                          |
| كولومبيا | تلفزيون آر سي إن                                        |                          |
| كوستاريكا | تيليتيكا                                                |                          |
| كرواتياEBU | HRT                                                     |                          |
| كوراساو | وسائل الاعلام المباشرة                                  |                          |
| قبرصEBU | هيئة البث القبرصية                                      |                          |
| جمهورية التشيكEBU | جمهورية التشيك                                          |                          |
| الدنمارك | - دي آر (إذاعة) - التلفزيون السويدي (باستثناء الدنمارك) |                          |
| جزر فارو | - دي آر (إذاعة) - التلفزيون السويدي (باستثناء الدنمارك) |                          |
| جرينلاند | - دي آر (إذاعة) - التلفزيون السويدي (باستثناء الدنمارك) |                          |
| إلسالفادور | TCS                                                     |                          |
| إستونياEBU | ERR                                                     |                          |
| فنلندا | أوليسراديو                                              |                          |
| هندوراس | TVC                                                     |                          |
| هونغ كونغ | تلفزيون هونغ كونغ المفتوح                               |                          |
| المجرEBU | MTVA                                                    |                          |
| آيسلنداEBU | الخدمة الإذاعية الوطنية الأيسلندية                      |                          |
| شبه القارة الهندية - بنغلاديش - بوتان - الهند - جزر المالديف - نيبال - باكستان - سريلانكا |                                                         | شبكات سوني بيكتشرز       |
| جمهورية أيرلنداEBU | راديو وتلفزيون أيرلندا (الإنجليزية)                     |                          |
| جمهورية أيرلنداEBU | TG4 (أيرلندي)                                           |                          |
| إسرائيلEBU | شركة البث العام الإسرائيلية                             |                          |
| كوسوفو | راديو وتلفزيون كوسوفو                                   |                          |
| لاتفياEBU | LTV                                                     |                          |
| ليختنشتاينEBU | SRG SSR                                                 |                          |
| سويسراEBU | SRG SSR                                                 |                          |
| ليتوانياEBU | LRT                                                     |                          |
| مالطاEBU | PBS                                                     |                          |
| الجبل الأسودEBU | RTCG                                                    |                          |
| نيكاراغوا | تيليفيسينترو (قناة تلفزيونية نيكاراغوية)                |                          |
| نيكاراغوا | القناة العاشرة (نيكاراغوا)                              |                          |
| كوريا الشمالية | KBS                                                     |                          |
| كوريا الشمالية | MBC                                                     |                          |
| كوريا الشمالية | SBS                                                     |                          |
| مقدونياEBU | MRT                                                     |                          |
| المحيط الهاديء |                                                         | سكاي سبورت               |
| بيرو | تليفزيون لاتينيا                                        |                          |
| بولنداEBU | TVP                                                     |                          |
| البرتغالEBU | RTP                                                     |                          |
| بورتوريكو | تيليموندو (الاسبانية)                                   | تيليموندو (الاسبانية)    |
| بورتوريكو | شبكة فوكس التلفزيونية (الإنجليزية)                      |                          |
| رومانياEBU | TVR                                                     |                          |
| سان مارينو | راي (راديو تلفزيون إيطاليا)                             | سكاي سبورت               |
| الفاتيكان | راي (راديو تلفزيون إيطاليا)                             | سكاي سبورت               |
| السنغال | RTS                                                     |                          |
| صربياEBU | راديو وتلفزيون صربيا                                    |                          |
| سلوفاكياEBU | راديو وتافزيون سلوفاكيا                                 |                          |
| سلوفينياEBU | رادبو وتلفزيون سلوفينيا                                 |                          |
| توغو | العالم الجديد                                           |                          |
| تركياEBU | مؤسسة الإذاعة والتلفزيون التركية                        |                          |
| أوكرانياEBU | هيئة البث العامة الأوكرانية                             |                          |
| الأوروغواي | تيليدوس                                                 | أنتيل (شركة)             |
| الأوروغواي | القناة الرابعة (أورجواي)                                | أنتيل (شركة)             |
| الأوروغواي | القناة العاشرة (أورجواي)                                | أنتيل (شركة)             |

## راديو

### الدول المشاركة
| الدولة           | قنوات البث                                 |
| ---------------- | ------------------------------------------ |
| فرنسا (المضيف)   | فرانس راديو                                |
| فرنسا (المضيف)   | أوروبا 1                                   |
| فرنسا (المضيف)   | RMC                                        |
| فرنسا (المضيف)   | RTL                                        |
| الأرجنتين        | TyC                                        |
| أستراليا         | SBS                                        |
| البرازيل         | مجموعة جلوبو                               |
| البرازيل         | مجموعة بانديرانتس                          |
| الكاميرون        | CRTV                                       |
| تشيلي            | TyC                                        |
| الصين            | CNR                                        |
| ألمانيا          | إيه آر دي                                  |
| إيطاليا          | راي (راديو تلفزيون إيطاليا)                |
| جامايكا          | راديو جامايكا                              |
| اليابان          | هيئة الإذاعة اليابانية                     |
| هولنداEBU        | NOS                                        |
| نيوزيلندا        | راديو نيوزلندا                             |
| النرويج          | هيئة الإذاعة النرويجية                     |
| كوريا الجنوبية   | KBS                                        |
| كوريا الجنوبية   | MBC                                        |
| كوريا الجنوبية   | SBS                                        |
| السويد           | التلفزيون السويدي                          |
| تايلاند          | MCOT                                       |
| المملكة المتحدة  | بي بي سي (هيئة الإذاعة البريطانية)         |
| المملكة المتحدة  | توك سبورت                                  |
| الولايات المتحدة | راديو فوكس سبورت (الانجليزية)              |
| الولايات المتحدة | فوتبول دي بريميرا (شبكة راديو) (الإسبانية) |

### الدول غير المشاركة
| الدولة/ المنطقة                                                                                          | قنوات البث                                                                              |
| --- | --------------------------------------------------------------------------------------- |
| ألبانياEBU                                                                                               | الإذاعة والتلفزيون الألبانية                                                            |
| أندورا                                                                                                   | - راديو فرنسا الدولي (الفرنسية) - أوروبا 1 (الفرنسية) - RMC (الفرنسية) - RTL (الفرتسية) |
| موناكو                                                                                                   | - راديو فرنسا الدولي (الفرنسية) - أوروبا 1 (الفرنسية) - RMC (الفرنسية) - RTL (الفرتسية) |
| لوكسمبورغEBU                                                                                             | - راديو فرنسا الدولي (الفرنسية) - أوروبا 1 (الفرنسية) - RMC (الفرنسية) - RTL (الفرتسية) |
| - VRT (الهولندية) - آر تي بي إف (الفرنسية)                                                               |                                                                                         |
| بلجيكاEBU                                                                                                |                                                                                         |
| أرمينياEBU                                                                                               | HR                                                                                      |
| النمساEBU                                                                                                | أو أر أف (محطة بث)                                                                      |
| أذربيجانEBU                                                                                              | راديو أكتيما                                                                            |
| بيلاروسEBU                                                                                               | بيلاراديو                                                                               |
| بلغارياEBU                                                                                               | BNR                                                                                     |
| الجماعة الكاريبية                                                                                        | TyC                                                                                     |
| غير المشاركين من أمريكا الجنوبية - بوليفيا - كولومبيا - الإكوادور - باراغواي - بيرو - أوروغواي - فنزويلا | TyC                                                                                     |
| أمريكا الوسطى - كوستاريكا - جمهورية الدومينيكان - السلفادور - غواتيمالا - هندوراس - نيكاراغوا - بنما     | تيليفيزا                                                                                |
| المكسيك                                                                                                  | تيليفيزا                                                                                |
| كولومبيا                                                                                                 | راديو كاركول                                                                            |
| كولومبيا                                                                                                 | راديو آر سي إن                                                                          |
| كوستاريكا                                                                                                | تيليتيكا                                                                                |
| الصين | راديو الصين الدولي                                                                      |
| كرواتياEBU                                                                                               | HRT                                                                                     |
| كمبوديا                                                                                                  | مركز الاعلام النسائي بكمبوديا                                                           |
| كوراساو                                                                                                  | الاعلام المباشر                                                                         |
| قبرصEBU                                                                                                  | هيئة البث القبرصية                                                                      |
| جمهورية التشيكEBU                                                                                        | ČR                                                                                      |
| الدنمارك                                                                                                 | دي آر (إذاعة)                                                                           |
| إستونياEBU                                                                                               | ERR                                                                                     |
| فنلندا                                                                                                   | أوليسراديو                                                                              |
| المجرEBU                                                                                                 | MTVA                                                                                    |
| آيسلنداEBU                                                                                               | الخدمة الإذاعية الوطنية الأيسلندية                                                      |
| جمهورية أيرلنداEBU                                                                                       | راديو وتلفزيون أيرلندا (الانجليزية والايرلندية)                                         |
| إسرائيلEBU                                                                                               | KAN                                                                                     |
| لاتفياEBU                                                                                                | LR                                                                                      |
| ليختنشتاينEBU                                                                                            | SRG SSR                                                                                 |
| سويسراEBU                                                                                                | SRG SSR                                                                                 |
| ليتوانياEBU                                                                                              | LRT                                                                                     |
| مالي | ORTM                                                                                    |
| مالطاEBU                                                                                                 | PBS                                                                                     |
| الجبل الأسودEBU                                                                                          | RTCG                                                                                    |
| كوريا الشمالية                                                                                           | KBS                                                                                     |
| كوريا الشمالية                                                                                           | MBC                                                                                     |
| كوريا الشمالية                                                                                           | SBS                                                                                     |
| مقدونياEBU                                                                                               | MRT                                                                                     |
| المحيط الهاديء                                                                                           | راديو NZ                                                                                |
| بابوا غينيا الجديدة                                                                                      | هيئة الإذاعة الوطنية في بابوا غينيا الجديدة                                             |
| بولنداEBU                                                                                                | راديو بولسكي                                                                            |
| البرتغالEBU                                                                                              | إذاعة وتلفزيون البرتغال                                                                 |
| بورتوريكو                                                                                                | فوتبول دي بريميرا (شبكة راديو) (الاسبانية)                                              |
| بورتوريكو                                                                                                | راديو فوكس سبورتس (لانجليزيةا)                                                          |
| رومانياEBU                                                                                               | البث الإذاعي الروماني                                                                   |
| ساموا | راديو بولينزيا                                                                          |
| سان مارينو                                                                                               | راي (راديو تلفزيون إيطاليا)                                                             |
| الفاتيكان                                                                                                | راي (راديو تلفزيون إيطاليا)                                                             |
| السنغال                                                                                                  | البث الإذاعي والتلفزيوني السنغالي                                                       |
| صربياEBU                                                                                                 | إذاعة وتلفزيون صربيا                                                                    |
| سلوفاكياEBU                                                                                              | إذاعة وتلزيون سلوفاكيا                                                                  |
| سلوفينياEBU                                                                                              | راديو وتلفزيون سلوفينيا                                                                 |
| تونغا | Broadcom                                                                                |
| تركياEBU                                                                                                 | مؤسسة الإذاعة والتلفزيون التركية                                                        |
| أوكرانياEBU                                                                                              | هيئة البث العامة الأوكرانية                                                             |
| فانواتو                                                                                                  | VBTC                                                                                    |

## روابط خارجية
- كأس العالم للسيدات فرنسا 2019 FIFA[وصلة مكسورة], FIFA.com
- التقرير الفني للفيفا
- التحليل البدني للفيفا
- النتائج في RSSSF